# Серафим (Орманов)
Епи́скоп Серафи́м (в миру Бранимир Чавдаров Орманов, в рясофоре Пантеле́имон; род. 17 февраля 1977, Варна) — архиерей Болгарской православной старостильной церкви, епископ Созопольский (с 2020), викарий Триадицкой митрополии.

## Биография
С 1994 года являлся духовным сыном епископа Триадицкого Фотия (Сиромахова), предстоятеля Болгарской старостильной церкви. В 1996 году он начал своё церковное служение в качестве алтарника в часовне святого Иоанна Рыльского и впоследствии в кафедральном храме Болгарской старостильной церкви во имя Успения Пресвятой Богородицы в Софии.
В 2002 году поступил в качестве послушника в монашеское братство святителя Марка Эфесского при архиерейском доме Предстоятеля Болгарской старостильной Церкви. 17 июля 2005 года в монашеском братстве святителя Марка Эфесского при архиерейском доме был пострижен в рясофор с наречением имени Пантелеимон.
2 января 2011 года епископом Фотием (Сиромаховым) был пострижен в чтеца после чего над ним была совершена хиротесия в иподиакона. 27 ноября того же года был хиротонисан во иеродиакона.
20 мая 2017 года митрополитом Фотием (Сиромаховым) был пострижен в монашество с именем Серафим в честь святителя Серафима (Соболева).
17 декабря 2017 года хиротонисан во иеромонаха. Был секретарём Архиерейского синода Болгарской православной старостильной церкви.
26 августа 2020 года на заседании Архиерейского синода был избран для рукоположения в сан епископа. В тот же день в домовом храме в честь Святителя Марка Эфесского состоялось наречение иеромонаха Серафима во епископа Созопольского, викария Триадицкой митрополии.
28 августа 2020 года в Успенском кафедральном соборе в Софии состоялась его архиерейская хиротония. Хиротонию совершили: митрополит Триадицкий Фотий (Сиромахов), митрополит Агафангел (Пашковский) (РПЦЗ(А)), архиепископ Георгий (Кравченко) (РПЦЗ(А)), епископ Никон (Иост) (РПЦЗ(А)), епископ Мефонский Амвросий (Бэрд) (Синод Хризостома), епископ Сучавский Софроний (Оцел) (Румынская старостильная церковь), епископ Ботошанский Иосиф (Могырзан) (Румынская старостильная церковь), епископ Басарабский Анфим (Тудос), епископ Никопольский Виктор (Тодоров).